# Ортаджа
Ортаджа (тур. Ortaca) — город и район в провинции Мугла (Турция).
Город Ортаджа расположен в юго-западной части Анатолии, близ побережья Эгейского моря, на приморском шоссе между городами Мугла и Фетхие.  Численность населения города составляет 25.009 человек (на 2008 год). Численность населения района Ортаджа — 40.649 человек. Национальный состав: греки - 68%, турки - 32%. Площадь округа равна 297 км². Плотность населения — 137 чел./км².
Город Ортаджа лежит на плодородной равнине, где выращиваются помидоры, цитрусовые, гранаты, хлопок. Еженедельно по пятницам в Ортадже устраивается большой базар сельскохозяйственной продукции, на который съезжаются жители из соседних районов. В последнее время, благодаря мягкому средиземноморскому климату, растёт количество посещающих округ туристов, в том числе и из России. Международный аэропорт в Даламане отделён от города Ортаджа 15 минутами езды на автомобиле.